# Château de la Tour-au-Bois
Pour les articles homonymes, voir Château de la Tour.
Le château de la Tour-au-Bois est un bâtiment classé situé à Villers-le-Temple dans la commune de Nandrin en province de Liège (Belgique).

## Localisation
Le château est situé au nord du village condrusien de Villers-le-Temple au no 1 de la rue de la Tour-au-Bois, au bout d'une drève bordée de tilleuls et d'un parc. Il se trouve aussi à environ 500 mètres au nord de la ferme de l'abbaye, autre bâtiment classé.

## Historique
Un premier château nommé Tour à Boys est cité en 1454, étant un fief dépendant de la commanderie de Villers-le-Temple. Le château actuel est construit entre 1791 et 1801 sur les plans de l’architecte Laurent Radelet pour le compte de Jean-Théodore Rome, dernier administrateur des biens de la commanderie de Villers-le-Temple. Le château est une propriété de la famille Eymael depuis plusieurs générations.

## Description
Le château aux dimensions d’un important manoir de style néo-classique est construit en brique sur un plan rectangulaire d'environ 21 mètres sur 15 mètres. La façade avant compte cinq travées sur trois niveaux (deux étages). La travée centrale, en faible ressaut et limitée par des chaînes à refends, est traversée par un passage carrossable avec portails d'accès, est percée de baies à linteau bombé et est surmontée par un fronton triangulaire orné d’un aigle. Les chaînages d'angle, les chaînes à refends, le soubassement et les encadrements des baies sont réalisés en pierre calcaire. Les quatre autres travées possèdent des baies à linteau droit. La façade arrière est assez semblable à la façade avant. La toiture à quatre pans recouverte d'ardoises est percée à l'avant par deux lucarnes bombées placées au-dessus des deuxième et quatrième travées.

## Classement et protection
Le château de la Tour-au-Bois, rue Tour-au-Bois et alentours est repris sur la liste du patrimoine immobilier classé de Nandrin depuis le 6 décembre 1976. Le château de la Tour-au-Bois, rue de la Tour-au-Bois, n° 235 : façades et toitures, cage d'escalier, salon ovale et cheminées des pièces du premier étage et passage carrossable du rez-de-chaussée est repris sur la liste du patrimoine immobilier classé de Nandrin depuis le 19 juillet 1994.

## Activités
Un vignoble a été planté sur une partie du domaine du château depuis 2020